# Klemens (Rodajkin)
Klemens, imię świeckie Wiktor Timofiejewicz Rodajkin, ros. Виктор Тимофеевич Родайкин (ur. 9 lutego 1971 w Starojem Szajgowie) – rosyjski biskup prawosławny. 

## Życiorys
Urodził się w rodzinie chłopskiej. Ukończył szkołę muzyczną w Sarańsku w klasie skrzypiec i altówki. W 1992 wstąpił do seminarium duchownego w Moskwie, zaś po uzyskaniu jego dyplomu w 1995 kontynuował studia teologiczne w Petersburskiej Akademii Duchownej, które ukończył w 1999 z tytułem kandydata nauk teologicznych. 11 września 1999 arcybiskup penzeński i kuźniecki Serafin (Tichonow) wyświęcił go na diakona, zaś 12 września – na kapłana. 24 sierpnia 2003 złożył wieczyste śluby zakonne, przyjmując imię Klemens. Służył w eparchii penzeńskiej i kuźnieckiej m.in. jako proboszcz soboru Wniebowstąpienia Pańskiego w Kuźniecku. W 2006 otrzymał godność igumena.
W czerwcu 2009 został przeniesiony do eparchii sarańskiej jako przełożony monasteru św. Jana Teologa w Sarańsku. Od 9 sierpnia 2009 był archimandrytą. 10 października 2009 Święty Synod Rosyjskiego Kościoła Prawosławnego nominował go na biskupa pomocniczego eparchii sarańskiej i mordowskiej z tytułem biskupa ruzajewskiego. Uroczysta chirotonia miała miejsce 2 grudnia 2009 w soborze Chrystusa Zbawiciela w Moskwie z udziałem patriarchy moskiewskiego i całej Rusi Cyryla, metropolitów sarańskiego i mordowskiego Warsonofiusza (Sudakowa), wołokołamskiego Hilariona (Alfiejewa), arcybiskupów symbirskiego i mielekeskiego Prokla (Chazowa), istrińskiego Arseniusza (Jepifanowa), oriechowo-zujewskiego Aleksego (Frołowa) oraz biskupów krasnogorskiego Sawy (Wołkowa), dmitrowskiego Aleksandra (Agrikowa), lubierieckiego Beniamina (Lichomanowa), saratowskiego i wolskiego Longina (Korczagina), sołniecznogorskiego Sergiusza (Czaszyna), narewskiego Łazarza (Gurkina) oraz pawłowo-posadskiego Cyryla (Pokrowskiego).
29 maja 2011 został pierwszym ordynariuszem nowo powstałej eparchii krasnosłobodskiej.